# 金斯頓鎮區 (明尼蘇達州米克縣)
金斯頓鎮區（英語：Kingston Township）是一個位於美國明尼蘇達州米克縣的行政鎮區。

## 人口
根據2020年美國人口普查的數據，金斯頓鎮區的面積為138.64平方千米，當中陸地面積為133.39平方千米，而水域面積為5.25平方千米。當地共有人口1258人，而人口密度為每平方千米9人。